# Pyrénées

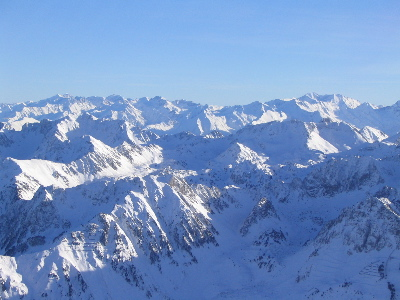
Trung tâm dãy núi Pyrénées.

Pyrénées (tiếng Việt: Pi-rê-nê hoặc Phì Nhiêu; tiếng Anh: Pyrenees ; tiếng Aragon: Perinés; tiếng Basque: Pirinioak; tiếng Catalan: Pirineus; tiếng Occitan: Pirenèus; tiếng Tây Ban Nha: Pirineos) là một dãy núi phía tây nam châu Âu tạo thành đường biên giới tự nhiên giữa Pháp và Tây Ban Nha. Dãy núi này cũng là ranh giới giữa Pháp với bán đảo Iberia.
Pyrénées dài 430 km (267 dặm), kéo dài từ vịnh Biscay thuộc Đại Tây Dương đến Cap de Creus (vùng Catalan) thuộc Địa Trung Hải.